# Кирсанове (урочище)
Кирсанове - колишнє заповідне урочище гідрологічного типу. Розташовується в Бойківському районі Донецької області. 
Статус урочища присвоєно рішенням Донецького обласного виконкому № 155 від 11 березня 1981 року. Площа - 3 га. Урочище розташоване на правому березі річки Кальміус, біля села Майорове Бойківського району. 
Територія урочища являє собою цілинні кам'янисті землі. На території урочища виростають грабельки Бекетова, аспленій Гейфлера, авринія, гвоздика Андржійовського.  Чебрець Кальміуський, занесений до Червоної книги України в урочищі знаходиться під охороною .
18 грудня 2008 року рішенням Донецької обласної ради статус території заповідного урочища «Кирсанове» скасовано з огляду на включення території урочища до Українського степового природного заповідника